# BYOB (レストラン用語)
BYOB、ないし、BYO は、アルコール類に関する頭字語で「bring your own bottle」（自分のボトルを持参しなさい）、「bring your own booze」（酒）、「bring your own beer」（ビール）などを省略した表現。

## 起源
今日では、BYOBは、「bring your own bottle」、「bring your own booze」という意味である。この BYOB は、それに先んじた表現であった BYOL すなわち「bring your own liquor」に代わるものであった。BYOL の初出は、1915年12月26日付の『Montgomery Advertiser』（アラバマ州モンゴメリー）の5面に掲載された、フランク・M・スパングラー (Frank M. Spangler) による漫画2コマであった。
他の初期の用例は、アラバマ州の新聞に現れたり、アラバマ州についての記事に現れていて、この表現の起源は同州にあることが示唆されており、恐らくはスパングラーがこの表現を生み出したのであろう。当時、アラバマ州は既に州内全域での酒類の販売を禁じる法律を制定したばかりであったが、アルコールの摂取自体は禁じられていなかったので、レストラン等では自分が消費するアルコールを客に持参させる必要が生じていた。
BYOB の変種といえるものに、BYOS すなわち「bring your own sugar」（砂糖持参）がある。こちらは1900年代初めや第一次世界大戦、第二次世界大戦の戦時下にあったイングランドやアメリカ合衆国で使用された。
アメリカ合衆国憲法修正第18条の批准によって、酒類の販売が全国的に禁止されてから程なくして、RSVP（Répondez s'il vous plaît、御返事願います）に代わってBYOLが正式な招待告知に記載されるようになってきた、というジョークが国中の新聞で流されるようになった。このジョークは、1919年6月にはアイオワ州デモインの『Daily News』に現れ、同年末までに広く流通するようになっていた。
1920年代には、BYOB が時々見かけられるようになり、それは「bring your own booze」の意味だと定義されたが、「beer / bottle / beverage」とされることもあった。1950年代までは、BYOL 表記の方が優勢であった。しかし、1950年代に 、酒類販売の免許のないレストランに関する用語として「bring your own bottle」を意味するBYOB が一般化した。「Bring your own beverage」は、1970年代にはすっかり定着していた。
21世紀には、BYOF すなわち「bring your own food」（食べ物持参）が、十分なキッチン設備のないバーで、客に食べ物を持参させるために使われるようになった。

## コルケージ
その場で消費されるアルコール飲料の販売をするバーやレストランなども、客にアルコールの持参を認めることがある。そうしたアルコールには、通常「開栓料 (opening fee)」がかかる。このルールは、ワインのボトルに限って適用されることも多く、料金は「コルケージ (corkage)」とか「コルキング・フィー (corking fee)」と称される（日本では「持ち込み料」と呼ばれることが一般的）。こうした方針は、その地域の酒類統制に関する法律や免許制度上の制約によって規制されている。
なおワインをコルケージで持ち込む場合は、ボトルを完全に飲みきらずに、店舗のスタッフがテイスティングできるようにわざと少量を残しておくことが推奨される。

## 地域による違い
オーストラリアやニュージーランドでは、BYO (Bring Your Own) は、コルケージを提供している店を意味する表現である。ビクトリア州メルボルンのレストランは、1960年代にはBYOと広告していたが、この概念はニュージーランドでは1970年代後半に一般的になった。
ニュージーランドを例にすると、法的には、もしある店が、BYOB の免許 (On-License-Endorsed) しか与えられていなければ、総支配人証 (a General Manager's Certificate) をもつ納税責任者でもあるオーナーは、ワインリストを用意し、アルコールを販売することは禁じられている。オーナーは、On-License と On-License-Endorsed の両方の免許をもっていなければ、ワインリストをもち、かつ BYOB を提供することはできず、その両方ができるレストランは「フルリー・ライセンスト (fully licensed)」と称される。
日本ではBYOはあまり一般的ではないが、2010年代ごろから「BYO可」を掲げるレストラン等が増え始めており、2018年には阪急百貨店がBYOを認める店舗を検索できるWebサイト「Winomy」をオープンするなど、徐々に認知される状況になっている。